# 小堀金城
小堀 金城（こぼり きんじょう、1895年（明治28年）4月8日 - 1974年（昭和49年）7月14日）は、日本の陸軍軍人。最終階級は陸軍少将。

## 経歴
和歌山県出身。1915年（大正4年）5月、陸軍士官学校（27期）を卒業。同年12月、砲兵少尉に任官し野砲兵第15連隊付となる。1925年（大正14年）11月、陸軍大学校（37期）を卒業。1928年（昭和3年）4月から1931年（昭和6年）3月まで、陸軍派遣学生として東京帝国大学法学部政治学科で聴講した。
1928年（昭和13年）7月、砲兵大佐に進み山砲兵第9連隊長に発令され日中戦争に出征。1939年（昭和14年）8月、第33師団参謀長に転じ、宜昌作戦、錦江作戦、中原会戦などに参戦した。1940年（昭和15年）12月、第14野戦防空隊司令官に転じて 満州に赴任し、1941年（昭和16年）10月、陸軍少将に進級した。
1944年（昭和19年）3月、ジャワ燃料工廠長に発令され太平洋戦争に出征。1945年（昭和20年）8月、山田清一・第5師団長の自決に伴い同師団長代理に就任し、復員業務に従事した。
1947年（昭和22年）11月28日、公職追放仮指定を受けた。墓所は多磨霊園(14-1-23)